# 185196 Vámbéry
185196 Vámbéry è un asteroide della fascia principale. Scoperto nel 2006, presenta un'orbita caratterizzata da un semiasse maggiore pari a 2,5809849 au e da un'eccentricità di 0,0363525, inclinata di 9,98859° rispetto all'eclittica.